# The Sims 2: Open for Business
The Sims 2: Open for Business treća je ekspanzija namijenjena strateškoj/simulacijskoj računalnoj igri The Sims 2. U prodaju je puštena 3. ožujka, 2006., i igračima dopušta da vode svoja vlastita poduzeća, obrte i trgovine. Aspyr je u prodaju pustio istu inačicu igre namijenjenu Mac OS X 4. rujna, 2006.

## Opis
The Sims 2: Open for Business daje Simsima sposobnost da vode vlastita poduzetnička carstva, bilo to u vlastitom domu ili na prethodno kupljenim zemljištima zajednice. Nekolicina novih načina igranja uvedeno je u ovoj ekspanziji povezanih za samo poduzetništvo, kao što su Bedževi za talente (Talent Badges) i sposobnost razmetanja, (dostupna samo vlasnicima obrta i trgovina).
Kao i prethodne dvije ekspanzije, Open for Business uvodi novo ekspanzijsko susjedstvo: Kupovni okrug (Shopping District), koji predstavlja glavnu ulicu cijelog područja. Obrti Simsa nisu ograničeni na Kupovni okrug, može ih se otvoriti i u glavnom susjedstvu ili u Nightlife ekspanzijskom susjedstvu, iako priručnik u igri navodi da su zemljišta Kupovnog okruga skuplja i imaju značajno višu stopu prometa.

## Novi dodatci

### Promjene glavne igre
Glavna promjena u načinu igranja od glavne igre, uvedena u ovoj ekspanziji, jest novo ekspanzijsko susjedstvo - Kupovni okrug imena Bluewater Village. Manji broj Simsa već i živi tamo, primjerice obitelj koja ima trgovinu igračkama, žena koja posjeduje cvjećarnicu u vlastitom domu, obitelj koja ima pekaru i bogati magnat koji posjeduje noćni klub i trgovinu elektronikom. 
Zemljišta zajednice sada su mnogo fleksibilnija, i uklanjaju prijašnja ograničenja koja su bila prisutna u glavnoj, prvotnoj igri. Igrači sada mogu sačuvati svoj napredak u igri dok su njihovi Simsi u zemljištima zajednice, što prije nije bilo moguće. Nakon što igrač iznova učita kućanstvo tih Simsa, bit će izravno usmjeren na zemljište zajednice na kojem se nalazio kada je prethodno sačuvao igru. Mana ove sposobnosti jest da sada Simsi mogu umrijeti na zemljištima zajednice, doduše, samo na onima koje su kupili i koje igrač kontrolira.
Kao i u prethodnim ekspanzijama, i u ovoj su dodane nove Želje, Strahovi i nove socijalne interakcije, uključujući i nove Doživotne želje i nekoliko novih interakcija za djecu. Prisutne su i neke promjene na predmetima iz glavne igre, primjerice, vrata se sada mogu zaključavati, i dopuštaju ulaz pojedincu, cijeloj obitelji i/ili zaposlenicima.
Nekoliko posebnosti iz Nighlife i University ekspanzija i dalje je prisutno bez instalacije navedenih ekspanzija, poput sistema Privlačnosti/Odbojnosti.

### Vođenje obrta
Potpuno novi način vođenja obrta uveden je u kao glavna posebnost ove ekspanzije, i sada donosi potpuno novi smjer igri The Sims, jer sada predstavlja elemente tajkunske igre.
Nove posebnosti povezane za samo poduzetništvo jesu:
- Sim može voditi više obrta i zaposliti rukovoditelje, dopuštajući im da ostvaruju prihod tijekom odsutnosti vlasnika obrta.
- Prihod se može ostvarivati na tri različita načina: prodajom predmeta Sima (napravljenih ili kupljenih u kupovnom katalogu), zaduživanjem Sima da koristi određeni predmet (primjerice stolicu za uljepšavanje) ili naplaćivanjem prilaza po satu na samom zemljištu koristeći se naplatnim automatom.
- Pri prodaji predmeta, igrači mogu kupiti bilo koji predmet u kupovnom katalogu i kasnije ih prodati u svojoj trgovini.
- Obrt Simsa sposoban je prodavati bilo što u samoj igri.
- Simsi mogu voditi kućni obrt ili kupiti jedno od zemljišta zajednice (ako već nije zauzeto) i voditi ga tamo.
- Prilagodljivi meniji u restoranu dopuštaju Simsima da vode restorane brze hrane ili gurmanske restorane (ili oboje).
- Igrači mogu mijenjati shemu trgovine kako bi što bolje privukli pretraživače, dostaviti prijateljske usluge odanim klijentima, ili šarmirati zahtjevne kupce.
- Simsi mogu zaposliti novo osoblje kako njihov obrt raste, iako će neki neizbježno ljenčariti. Plaće zaposlenika lako se mogu usklađivati, kao i sam položaj zaposlenika u trgovini.
- Svi Simsi u istom kućanstvu kao i vlasnik obrta automatski postaju zaposlenici vlasnika obrta.
- Simsi s vremenom i trudom mogu dobiti Bedževe za talente vježbanjem određenih vještina, primjerice, dobivanje Bedža za prodaje (Sales Badge) postepeno se dobiva pokušajima prodavanja kupcima nekih proizvoda (neovisno o uspjehu prodaje). Bedževi dopuštaju Simsima korištenje naprednijih socijalnih vještina (kao što je "Dazzle") na njihovim klijentima.
- Kako njihov rang obrta raste kroz odanost klijenata, Simsi mogu razviti nove socijalne vještine "razmetanja", koje poboljšavaju stare vještine komunikacije, otvaraju nove, smanjuju veleprodajne cijene i povećati njihov položaj u društvu.
- Simsi mogu izabrati maskotu za svoj obrt, uključujući vitezove, nindže, gorile i kokoši. Svaka maskota ima svoju vlastitu uniformu i ogromnu skulpturu za ukras.
- Tajni reporteri ponekad će posjetiti obrt, pretvarajući se da su kupci. Reporter će nagraditi obrt ovisno o kvaliteti obrta, uslužnosti zaposlenika, cijenama. Oni najimpresivniji obrti mogu dobiti nagradu "Najbolji Od Najboljih".
- Adolescenti mogu raditi u obrtu, održavati ga, pa čak i voditi i posjedovati obrt.
- Djeca mogu započeti mini-obrte: štandove s limunadom.
- Igrač sam određuje od kada je do kada obrt otvoren, kontroliranjem znaka na vratima ili automatskim otvaranjem trgovine kada je igrač posjeti.
- Obrti se mogu prenijeti među članove obitelji, a mogu se i naslijediti nakon Simove smrti.

### Oko kuće
Simsi sami mogu praviti nove predmete, uključujući igračke, cvjetne aranžmane i robote. Ovi se predmeti mogu prodati, a sposobnost Sima da ih pravi s vremenom se poboljšava. Sama ekspanzija dolazi s otprilike 125 novih predmeta, uključujući i postolja za artikle, stolicu za uljepšavanje, radni stol za pravljenje igračaka i cvjetne aranžmane, novu blagajnu, kao i predmete za mlađe Simse. Uključena je i nova hrana, kao što su pite i torte sa sirom, a ako ju pojede trudni Sim, rodit će (gotovo uvijek) blizance. 

### Roboti
Roboti su nova posebnost, dostupna samo s Open for Business ekspanzijom. Svaki od robota ima svoje određene funkcije koje može i smije obaviti, ali imaju i svoje mane, koje život u kući mogu učiniti težim. 
Pravljenje Servoa, popularnog robota iz Livin' Large ekspanzije prvotne The Sims igre, zahtijeva zlatni robot bedž kako bi ga/ju Sim mogao napraviti (Sim može odabrati kojeg će Servo biti spola kada ga po prvi put uključi). Servo tada postaje dio obitelji, i ima svoje motive: snaga (Power), zabava (Fun), druženje (Social) i okoliš (Environment). Ima i svoje Želje i Strahove, a aspiracija i osobnost jednake su mu kao i one njegova stvaratelja. Servo može imati spolne odnose, iako ne može imati djecu (ali može posvojiti). Ima najvišu razinu kulinarske i mehaničke vještine, kao i najvišu razinu za čišćenje, i nasumičan set bedževa za talente koje Simsi nemaju. Servo ne može ostariti, ali se može pokvariti - kada se pokvari, trči po dvorištu onečišćujući kuću i šokirajući Simse udarima struje; ovo može dovesti do smrti svih Simsa u dvorištu, igrivih i neigrivih. Ipak, Servo može umrijeti, primjerice ako ga pojede Kravobiljka (u University ekspanziji), na njega padne satelit (kada se izabere opcija "Watch Clouds" ili "Stargaze") ili padom dizala.
Uz Servoa, postoje još pet različitih vrsta robota u igri:
- Toy robots - nemaju neku posebnu funkciju. Ako ih se ispravno napravi, njima se mogu zabavljati djeca i odrasli. Ako ih se napravi neispravno, ili ako se pokvare, pokušat će napasti osobu koja se njima igra.
- HydroBots – zalijevaju biljke i gase požare. Ako se pokvare, roboti će prskati vodu posvuda.
- CleanBots - čisti pod. Ako se pokvari, robot će širiti prljavštinu.
- SentryBot - dostavlja električne šokove svakome tko pokuša ukrasti predmete u kućanstvu (čak i novine) ili ruši predmete. Ako se robot pokvari, nasumično će šokirati Simse, što može dovesti do smrti.
- MunchieBot - dostavlja hranu (pizza, kineska hrana), koja jednako košta kao i kada ju dostavljaju Simsi, ali je mnogo brže dostavljena. Kada se pokvari, robot će napuštati dvorište i vraćati se s prljavim posuđem.

### Arhitektura
Open for Business donosi dizala u igru. Dizala se obavezno moraju popravljati ako se pokvare, u protivnom bi Simsi mogli umrijeti ako se dizalo padne. Simsi mogu imati i spolne odnose u dizalima, iako čineći to uvelike doprinose padu dizala. 
Igrač sada može graditi kupolaste, čunjaste i osmerokutne krovove različitih veličina. Istovremeno, može graditi i odvojene katove, koji se tretiraju kao jedinstvena površina. Igra nudi i velik broj novih prozora, vrata, zidnih boja i poda.

## Glazba
Novi žanr zvan New Wave uključen je u igri. Značajnije glazbene grupe iz osamdesetih pridonijele su sa svojim većim hitovima koji su nanovo snimljeni na Simlishu. Igra uključuje sljedeće pjesme i sastave:
- Depeche Mode: Suffer Well
- Kajagoogoo: Too Shy
- Howard Jones: Things Can Only Get Better
- The Epoxies: Synthesized

## Vanjske poveznice
- The Sims službene web stranice  Arhivirana inačica izvorne stranice od 3. lipnja 2002. (Wayback Machine)
- The Sims 2 službene web stranice  Arhivirana inačica izvorne stranice od 14. siječnja 2013. (Wayback Machine)